# ダニー・ジョーンズ
ダニー・ジョーンズ（Danny Jones、1995年12月17日 - ）は、ウェールズのプロレスラー。身長190cm、体重88kg。

## 来歴
2012年10月、デビュー。
ヨーロッパのドラゴン・プロレスリングで活動。
2017年8月、全日本プロレスに参戦。
2020年1月、全日本に再参戦。1月2日、全日本の新春バトルロイヤルで優勝。

## 得意技
胴締めスリーパーホールド

## タイトル歴
- RPWブリティッシュ・タッグ王座